# Soverato
Soverato község (comune) Olaszország Calabria régiójában, Catanzaro megyében.

## Fekvése
A Jón-tenger partján fekszik. Határai: Montepaone, Petrizzi és Satriano.

## Története
A település alapításáról nem léteznek pontos adatok. Valószínűleg a 9. században alapították a szaracén portyázások elől menekülő lakosok. Középkori épületeinek nagy része az 1783-as calabriai földrengésben elpusztult. A 19. század elején vált önálló községgé, amikor a Nápolyi Királyságban felszámolták a feudalizmust.

## Népessége
A népesség számának alakulása:

## Főbb látnivalói
- Itt található az 1980-ban megépített Giardino Botanico Santicelli botanikus kert, amely több mint 1000 mediterrán és egzotikus növénynek ad otthont.
- Palazzo Romiti
- Palazzo Marincola
- Palazzo Gregoraci
- Madonna del Rosario-temmplom
- SS. Addolorata-temmplom
- Sant’Antonio-temmplom

## Híres szülöttei
- Elisabetta Gregoraci (1980. február 8.) modell, színésznő[2]
- Vincenzo Guarna (1934. november 25. - 2005. december 3.) olasz író az Irodalmi Nobel-díjas Eugenio Montale tanítványa

## Fordítás
- Ez a szócikk részben vagy egészben  a   Soverato című angol Wikipédia-szócikk fordításán alapul.  Az eredeti cikk szerkesztőit annak laptörténete sorolja fel. Ez a jelzés csupán a megfogalmazás eredetét és a szerzői jogokat jelzi, nem szolgál a cikkben szereplő információk forrásmegjelöléseként.